# 利維夫空襲 (2022年至今)
2022年至今对利維夫和利維夫州的轰炸始于俄罗斯入侵乌克兰打響。目标包括民用和军用設施，其中包括电力、铁路基础设施和军事基地。至今至少有64名平民死亡。